# Extravagance (film 1915)
Extravagance è un cortometraggio muto del 1915 diretto da Charles Giblyn. Interpretato da Cleo Madison e da Hobart Henley, fu l'esordio sullo schermo di Wyndham Standing, un attore inglese che sarebbe diventato una presenza costante del cinema hollywoodiano fino alla fine degli anni quaranta.

## Produzione
Il film fu prodotto dall'Universal Film Manufacturing Company (con il nome Universal Gold Seal).

## Distribuzione
Distribuito dall'Universal Film Manufacturing Company, uscì nelle sale cinematografiche USA il 24 agosto 1915.